# フランス・レインホルド・キェルマン

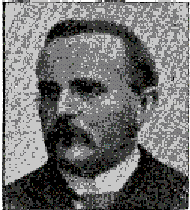
Frans Reinhold Kjellman.

フランス・レインホルド・キェルマン（Frans Reinhold Kjellman、1846年11月4日 – 1907年4月22日）はスウェーデンの藻類学者である。1878年のアドルフ・エリク・ノルデンショルドのヴェガ号の北東航路による航海に参加し北極海や日本の藻類の研究を行った。

## 生涯
ヴェーネルン湖のTorsö島のBromoで生まれた。ウプサラ大学で学び、1871年から1878年の間、ウプサラ大学の植物園の研究助手を務めた。スウェーデンの海岸の調査旅行を行い、1872年からスピッツベルゲン島、1875年にノバヤ･ゼムリャ島、シベリア、1876年にフィンマルクの調査旅行を行った。1878年のアドルフ・エリク・ノルデンショルドのヴェガ号の探検航海に植物学者として参加を請われた。この航海でキェルマンはスウェーデンの新聞、Stockholms Dagbladに日記を掲載した。ヴェガ号の航海による科学的な成果によっていくつかの賞を受賞した。
その後も藻類の研究を続け、"Japans hafsalger" (1885-1897)、"Monografier öfver algsläktet Acrosiphonia och dess skandinaviska arter" (1893)、"Galaxaura" (1900) 、"Handbok i Skandinaviens hafsalgflora" (1890)などの著作を発表した。
1883年から、ウプサラ大学の員外教授、1899年に植物学の教授となった。1882年にスウェーデン王立科学アカデミーの会員に選ばれた。